# Svea (dikt)
Svea är en svensk dikt från 1811 av Esaias Tegnér.
Ursprungligen uttryckte dikten, för vilken författaren erhöll Svenska Akademiens stora pris, närmast revanschistiska stämningar, föranledda av förlusten av Finland, men i bearbetad form kom den att innehålla den berömda formuleringen om "att inom Sveriges gräns erövra Finland åter".
Tegnérs vän och förtrogne biskop Agardh berättade efteråt att "flera av de mest imponerande ställena i den fosterländska sången, och uti vilka Ryssland skarpt tilltvålades, utgallrades av Akademien såsom varande av en alltför inflammerande beskaffenhet". I den form som dikten lämnades in till Svenska akademien var den en klar och tydlig revanschdikt, som manade Sveriges folk att gripa till vapen mot Ryssland medan det ännu var tid: 
| ” | Än kan du med ditt mod en häpen värld förfära och rädda, fallande, åtminstone din ära. | „ |

Dock böjde sig Tegnér på de flesta punkter för de råd och påstötningar han fick från akademien, och omarbetade "Svea" i riktning mot besjungande av fredliga bragder i stället för krigisk revansch. Han beskrev dock sitt missnöje över att behöva "halvsula och klacklappa Svea".
Peter den stores grundande av Sankt Petersburg uttrycks i dikten med orden: "En tron står upp ur kärr, vars namn vi knappast vetat Och kungar böja knä där våra hjordar betat."